# 하코즈메 ~파출소 여자의 역습~
《하코즈메 ~파출소 여자의 역습~》(ハコヅメ〜交番女子の逆襲〜)는 야스 미코가 원작한 일본의 만화 작품.

## 개요
『잡지』(코단샤)에서 2017년 52호부터 연재 중. 여경이 된 두 인물이 마치야마 파출소에서 만나 일어나는 이야기들을 그리고 있다.
체포하겠어의 유사품이라고 오해를 받는 경우가 많은데 작가가 진짜 전직 경찰이라서 실제 경찰의 업무와 고충과 보람을 리얼하게 그려내 차별화를 이루었다. 그래서 장기 연재되고 드라마와 애니메이션도 나오는 인기 만화가 되었다.

## TV 드라마
《하코즈메 ~싸워라! 파출소 여자~》(ハコヅメ〜たたかう!交番女子〜)는 본 만화를 원작한 드라마이며, 2021년 7월 7일부터 9월 15일까지 닛폰 TV계 수요드라마에서 방영되었다. 나가노 메이와 토다 에리카가 주연을 맡았다.

## TV 애니메이션
2022년 1월부터 AT-X, 도쿄 MX 외에서 방영될 예정이다.